# Elektronkový zesilovač
Elektronkový zesilovač je zesilovač, který k zesílení vstupní veličiny využívá elektronek. Nejjednodušší zesilovací elektronkou je trioda, skládající se ze tří elektrod (tri-řecky tři) anody, řídící mřížky a katody. Anoda je přes zátěž připojena na kladný pól zdroje.
Další elektronka, která se často používá, je pentoda, která má pět elektrod (penta-řecky pět) – anodu stínící mřížku (g2), brzdící mřížku (g3), řídící mřížku (g1) a katodu.